# سوئیت هارت دیلر
| بررسی انتقادی | بررسی انتقادی |
| منبع          | رتبه‌بندی      |
| ------------- | ------------- |
| آل‌میوزیک      | لینک          |
| باست          | مورد پسند     |
| راک‌گرل        | مورد پسند     |
| اسپین         | مورد پسند     |
| وینس          | مورد پسند     |

سوئیت هارت دیلر (به انگلیسی: Sweet Heart Dealer) نخستین آلبوم استودیویی از از گروهٔ راک اسکارلینگ. می‌باشد که در ۱۷ فوریهٔ سال ۲۰۰۴ از سوی سیمپتی فور رکورد اینداستری منتشر گردید.